# Мирко Милески
Мирко Милески с псевдоним Урош е югославски партизанин, участник комунистическата съпротива във Вардарска Македония.

## Биография
Роден е в кичевското село Попоец на 23 април 1923 година. През 1941 година става член на ЮКП. Привлечен е от италианските окупационни сили в Западна Македония за преводач в станцията на карабинерите в село Извор. Докато работи там доставя информация за дейността на италианската полиция. През юли 1942 година излиза в нелегалност, а от следващата година влиза в Кичевско-Мавровският народоосвободителен партизански отряд. Умира на 1 октомври 1943 година в битка с обединените немско-балистки сили в планината Буковик, които нападат заетите от партизани освободени територии след изтеглянето на италианската армия. През 1953 година е провъзгласен за Народен герой на Югославия.